# Distrito electoral federal 3 de Querétaro
El Distrito electoral federal 3 de Querétaro es uno de los 300 distritos electorales en los que se encuentra dividido el territorio de México para la elección de diputados federales y uno de los cinco en los que se divide el estado de Querétaro. Su cabecera es la ciudad de Santiago de Querétaro.
El distrito 3 del estado de Querétaro se encuentra ubicado en el municipio capitalino del estado de Querétaro abarcando la totalidad de municipio central del estado, desde el proceso de distritación de 2017 llevado a cabo por el Instituto Nacional Electoral está formado por el territorio norte del municipio de Querétaro.

## Diputados por el distrito
- LI Legislatura
  - (1979 - 1982): Rodolfo Luis Monroy Sandoval
- LII Legislatura
  - (1982 - 1985): Ernesto Luque Feregrino
- LIII Legislatura
  - (1985 - 1988): Augusto Guerrero Castro
- LIV Legislatura
  - (1988 - 1991): Benjamín Edgardo Rocha Pedraza
- LV Legislatura
  - (1991 - 1994): José Guadalupe Martínez Martínez
- LVI Legislatura
  - (1994 - 1997): Ernesto Luque Feregrino
- LVII Legislatura
  - (1997 - 2000):
- LVIII Legislatura
  - (2000 - 2003): Francisco de Jesús de Silva Ruiz
- LIX Legislatura
  - (2003 - 2006): Guillermo Tamborrel Suárez
- LX Legislatura
  - (2006 - 2008): María de los Ángeles Jiménez del Castillo
- LXI Legislatura
  - (2009 - 2012): Alfredo Francisco Lugo Oñate
- LXII Legislatura
  - (2012 - 2015): Marcos Aguilar Vega
- LXIII Legislatura
  - (2009 - 2012): Gerardo Gabriel Cuanalo Santos
- LXIV Legislatura
  - (2018 - 2021): Beatriz Robles Gutiérrez
- LXV Legislatura
  - (2021 - 2024): Ignacio Loyola Vera
- LXVI Legislatura
  - (2024 - 2027): Lorena García Jimeno Alcocer